# Museo del Risorgimento (Palermo)
Il Museo del Risorgimento è uno spazio espositivo di Palermo dedicato al Risorgimento. L'esposizione tratta temi relativi soprattutto alla rivoluzione siciliana del 1848 e alle fasi della spedizione dei Mille avvenute in Sicilia. È intitolato a Vittorio Emanuele Orlando.
Il museo è ospitato in una parte dell'ex convento di San Domenico, edificio del XIV secolo in pieno centro storico della città. È gestito dalla Società Siciliana per la Storia Patria.

## Storia

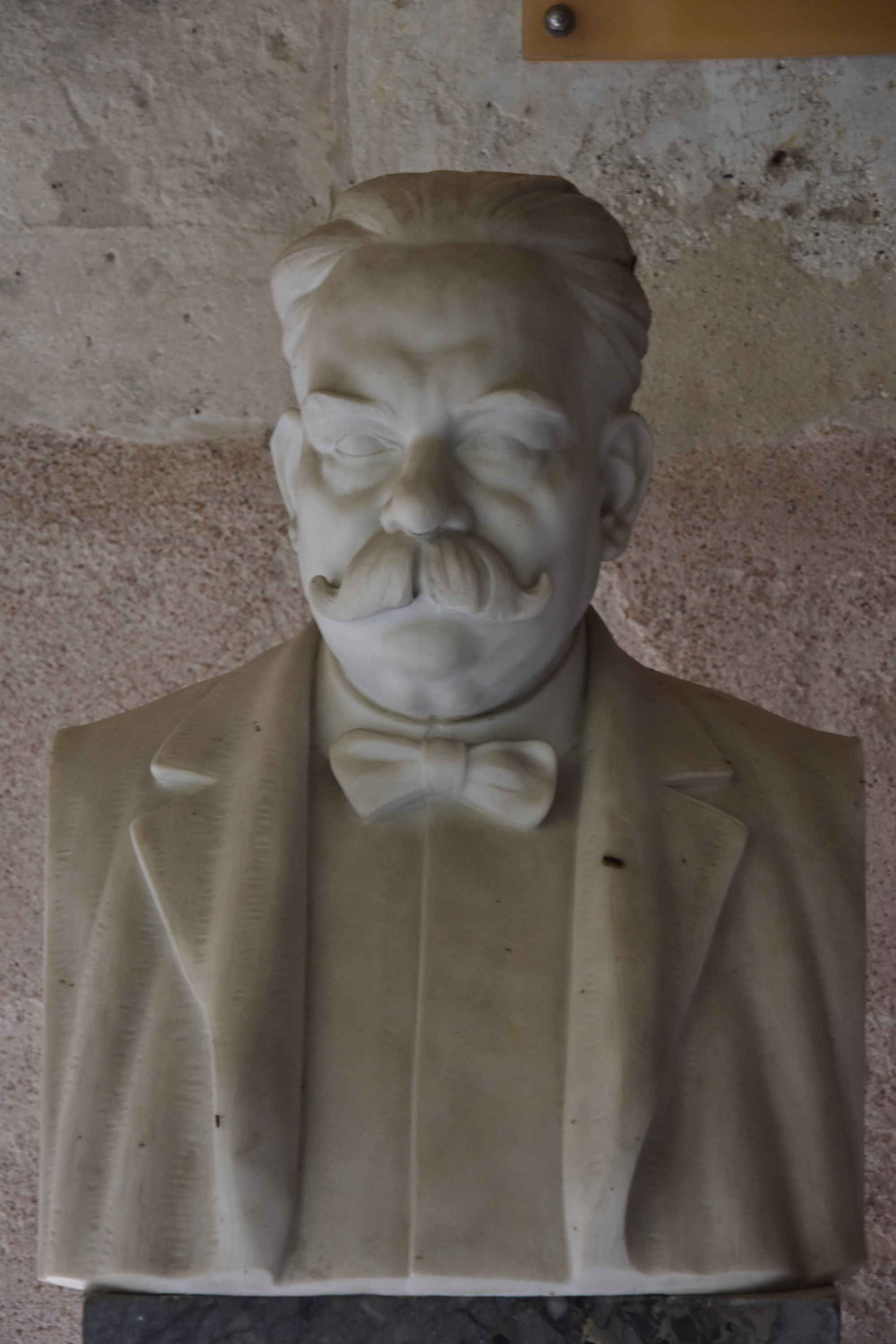
Busto del fondatore del museo, Alfonso Sansone, dello scultore Benedetto De Lisi

Le premesse per l'istituzione di un museo del Risorgimento a Palermo sono datate 1892, quando alcuni componenti della Società Siciliana per la Storia Patria allestirono, in seno all'esposizione nazionale tenutasi l'anno prima in città, una mostra di cimeli risalenti al Risorgimento; questi reperti, qualche decennio dopo, vennero incamerati dal museo. Già nel 1873 inoltre era stato fondato un archivio storico sull'argomento, che è consultabile ancora oggi e che conserva circa centomila volumi. L'apertura ufficiale del museo si ebbe il 31 dicembre 1918; in questo modo, si voleva festeggiare la vittoria dell'Italia nella prima guerra mondiale. La prima riorganizzazione delle raccolte avvenne nel 1932, quando le collezioni vennero organizzate secondo criteri più razionali.
Nel 1961, in occasione del centenario dell'Unità d'Italia, ci fu la sistemazione e la riorganizzazione definitiva con la riparazione, tra l'altro, dei danni prodotti all'edificio dai bombardamenti della seconda guerra mondiale; l'inaugurazione del rinnovato spazio espositivo ebbe luogo il 15 aprile 1961. La risistemazione mirò anche a rendere l'esposizione meno percettiva e più critica, fornendo ai visitatori la possibilità di formarsi una propria opinione su questo periodo storico. Da allora il museo porta il nome di Vittorio Emanuele Orlando. La prima guida alle esposizioni venne realizzata nel 1975.
Dopo essere stato restaurato grazie a lavori di riqualificazione iniziati nel 2006, il museo venne riaperto il 29 maggio 2010 e inaugurato al pubblico nel 2011 in occasione del 150º anniversario dell'Unità d'Italia alla presenza del Capo dello Stato Giorgio Napolitano. Nel 2013 il museo venne chiuso al pubblico per mancanza di fondi, così come la biblioteca della Società Siciliana per la Storia Patria, a cui è annesso. Ha riaperto al pubblico nel 2016.

## Le esposizioni
Le collezioni esposte sono incentrate principalmente sulla rivoluzione siciliana del 1848 e sulle fasi della spedizione dei Mille avvenute in Sicilia. Le sale espositive sono tre: il "Grande Salone", la " Sala Crispi" e la "Sala Meli". Nel Grande Salone sono conservati i cimeli di epoca risorgimentale, tra cui dipinti, divise militari, fotografie, incisioni, armi, oggetti di uso comune e busti di gesso e di marmo raffiguranti i protagonisti di questo periodo storico. La datazione dei reperti va dai moti del 1820-1821, a quelli del 1836-1837, alle rivolte del 1848-1849 (con particolarmente attenzione alla rivoluzione siciliana del 1848) e - per terminare - alle fasi della spedizione dei Mille avvenute in Sicilia.
Nella Sala Crispi sono stati ricomposti lo studio e lo scranno parlamentare di Francesco Crispi, mentre nella Sala Meli si trova lo studio di Giovanni Meli. Tra i reperti più importanti conservati nel museo ci sono una delle bandiere tricolori originali appartenente al piroscafo Lombardo che partecipò, insieme al Piemonte, alla spedizione dei Mille, e un cannone originale, comprensivo di proiettili dell'epoca, che venne utilizzato nel 1820 durante le rivolte in Sicilia. È anche conservata la lettera originale di rinuncia al titolo di re di Sicilia da parte di Alberto Amedeo di Savoia.